# Antonio Barbosa Heldt
Antonio Barbosa Heldt (Colima, 13 juli 1908 – aldaar, 18 september 1973) was een Mexicaans pedagoog en politicus.
Barbosa volgde een opleiding in Colima en Mexicali, en was jarenlang werkzaam als onderwijzer. Barbosa was actief in de lerarenvakbond, en was een belangrijk promotor van het onderwijs in plattelandsgebieden. Van 1970 tot 1973 was hij de hoogste ambtenaar op het ministerie van Onderwijs.
In 1973 werd hij voor de destijds almachtige Institutioneel Revolutionaire Partij (PRI) gekozen tot gouverneur van zijn geboortestaat Colima. Voor zijn aantreden kwam hij echter te overlijden. Volgens de officiële lezing zou hij zelfmoord hebben gepleegd omdat hij zwaar te lijden had onder een nieraandoening, en hij liet een zelfmoordbrief achter gericht aan minister van Binnenlandse Zaken Mario Moya, maar sommigen van zijn naasten menen dat Barbosa geen zelfmoord heeft gepleegd maar dat hij zou zijn vermoord.